# Роза Казаку, Антониу
Анто́ниу Ро́за Каза́ку (порт. António Rosa Casaco; 1 марта 1915, Абрантиш — 5 июля 2006, Кашкайш) — португальский полицейский, инспектор спецслужбы ПИДЕ, активный участник репрессий и спецопераций Нового государства. Возглавлял спецгруппу, совершившую убийство лидера антисалазаровской оппозиции генерала Умберту Делгаду. После Апрельской революции 1974 года бежал из Португалии. Заочно приговорён к тюремному заключению. Вернулся на Родину после снятия судимости. Известен также как фотограф и фотохудожник.

## Происхождение, юность, взгляды
Родился вне брака, отец достоверно не известен. По действовавшему на тот момент законодательству Португалии, Антониу Роза считался незаконнорождённым. По одной из версий, отцом Антониу Розы был известный португальский врач и спортсмен-стрелок Антониу Аугушту да Силва Мартинш, участник антверпенской Олимпиады-1920 и парижской Олимпиады-1924. Фамилия Казаку была произвольно дана матерью. Существуют и иные предположения относительно его происхождения.
Детство и юность Антониу Роза Казаку прожил в бедности. В пятнадцатилетнем возрасте перебрался в Лиссабон, жил у тёти. Окончив начальную школу, с детства работал плотником, затем торговым служащим. Добровольцем поступил на военную службу в артиллерийскую бригаду.
С юности Антониу Роза Казаку придерживался крайне правых взглядов, был убеждённым националистом, лузитанским интегралистом и антикоммунистом. Приветствовал приход к власти Антониу Салазара и установление режима Нового государства. В 1936 году одним из первых вступил в Португальский легион.

## Служба в тайной полиции
После завершения армейской службы Антониу Роза Казаку попросил командира части посодействовать в поступлении в тайную политическую полицию ПИДЕ (тогда — PVDE). На экзаменах он показал себя средне (по собственным воспоминаниям, на вопрос, сколько знает языков, ответил: «два — португальский и бразильский»). Однако рекомендация офицера, лояльность режиму, простонародное происхождение и большая физическая сила были важными параметрами зачисления. С 1 января 1937 года Антониу Роза Казаку стал агентом ПИДЕ.
Служил в Порту, Лиссабоне, Вила-Реале. Специализировался на выявлении коммунистического подполья, арестах и допросах членов Португальской компартии. За обнаружение подпольной типографии в 1938 году был высоко оценен первым директором ПИДЕ Агоштинью Лоренсу. В первой половине 1950-х состоял в личной охране Салазара. По ряду свидетельств, применял на допросах пытки. Характеристики отмечали его «ум, трудолюбие, целеустремлённость», но вместе с тем — «умственную лень», отсутствие креативности, склонность действовать примитивными силовыми методами.
Во время Второй мировой войны Антониу Роза Казаку осуществлял оперативное сопровождение португальской дипломатической миссии в Мадриде. Выполнял конфиденциальные поручения премьера Салазара, доставлял его личные послания каудильо Франко. Сопровождал в испанских поездках Теотониу Перейру. Установил тесные связи с руководством спецслужб франкистской Испании, лично знал руководителей — Лисардо Альвареса Переса, Висенте Регуэнго, Эдуардо Бланко Родригеса, Карлоса Ариаса Наварро. В 1940-х Роза Казаку содействовал в обнаружении республиканских партизан, без суда расстрелянных франкистами.
Был отстранён от международной функции по подозрению в контрабанде валюты. С 1956 по 1958 год курировал в ПИДЕ аэропорт Лиссабона. Подвергался взысканиям за недисциплинированность, при этом отмечался поощрениями за эффективность. С 1958 года переведён в информационную службу ПИДЕ. Вновь был замечен в применении пыток и избиений арестованных. С 1960 года — старший инспектор в звании лейтенанта (в иерархии ПИДЕ этот чин был выше армейского аналога).
В 1962 году директором ПИДЕ был назначен Фернанду Силва Паиш, его заместителем стал Барбьери Кардозу. Была проведена перестройка структуры ПИДЕ, созданы новые информационные и технические отделы. Роза Казаку занимался перехватом и обработкой почтовой корреспонденции и анализом фотоинформации. Особое внимание уделял контролю над перепиской португальских банков, промышленных компаний и коммерческих структур.
Курировал также сотрудничество со спецслужбами франкистской Испании — информационный обмен, задержания испанских оппозиционеров на португальской территории и португальских на испанской. Считал эту деятельность особо значимой в противостоянии общему противнику. Поддерживал тесный контакт с пиренейскими резидентурами ЦРУ США.
Помимо служебно-оперативных и политических связей, Роза Казаку наладил в Испании систему собственного бизнеса. В этом ему помог банкир Жорже Фаринья Пиану, президент Banco Viseense, занимавшийся финансовыми махинациями с промышленной компанией в Барселоне.

## Роль в «Операции Осень»
Наиболее известная операция ПИДЕ, совершённая при участие Роза Казаку — убийство Умберту Делгаду (Operação Outono — Операция Осень) в 1965 году. Генерал Делгаду был популярным лидером антисалазаровской оппозиции, кандидатом в президенты на выборах 1958. Решение о его устранении любыми средствами предложил Барбьери Кардозу. Фернанду Силва Паиш получил санкцию у премьера Салазара. Исполнение решения было поручено Антониу Роза Казаку и его спецбригаде, в которую входили также инспектор Эрнешту Лопеш Рамуш, агент Агостиньо Тиенза и агент Казимиру Монтейру.
Во главе спецгруппы ПИДЕ Роза Казаку организовал засаду в испанской Оливенсе. Этому предшествовало длительное наблюдение при участии оперативников Aginter Press и дезинформация объекта — Делгаду думал, что на встречу его пригласили единомышленники. 13 февраля 1965 Умберту Делгаду был застрелен вместе с секретарём Аражарир Морейра ди Кампуш. Непосредственным исполнителем убийства Делгаду был агент Монтейру (в прошлом уголовный преступник), Аражарир ди Кампуш убил агент Тиенза.
Впоследствии Роза Казаку утверждал, будто ему ставилась задача не убить Делгаду, а захватить его и доставить в Португалию. Однако непредвиденные обстоятельства — прежде всего появление ди Кампуш — и инициативное поведение Монтейру изменили первоначальный план. Совершённое убийство Роза Казаку оценивал как бессмысленное.
«Операция Осень» укрепила позиции Роза Казаку в ПИДЕ. Он занял пост начальника информационной службы (сменил в этой должности Алвару Перейра ди Карвалью). Но в то же время получил несколько взысканий за злоупотребление властью (в бытовых обстоятельствах, типа ссоры в гостинице), денежные растраты (на отдых в Венесуэле) и финансовые махинации (незаконное обналичивание, контрабанда валюты) в Испании вместе с Фаринья Пиану. По этим причинам в 1971 Роза Казаку был понижен в должности — переведён из Лиссабона в управление ПИДЕ в Порту.

## Революция и эмиграция
25 апреля 1974 года Революция гвоздик свергла режим «Нового государства». Начались аресты видных сотрудников ПИДЕ. Персонально Роза Казаку грозило линчевание. Предупреждение об опасности Роза Казаку получил из Испании, от Висенте Регуэнго. Он сумел скрыться и 27 апреля нелегально перебрался в Испанию.
С помощью испанских спецслужб Роза Казаку по поддельным документам вылетел в Доминиканскую Республику. Президент Хоакин Балагер взял его в неформальные советники и обеспечил денежное содержание. Однако через полгода Роза Казаку вернулся в Испанию — по его словам, из чувства ностальгии и желания находиться ближе к родине.
25 октября 1975 Роза Казаку вслед за семьёй вылетел в Бразилию. Жил в Рио-де-Жанейро и Сан-Паулу. Управлял финансовыми активами Фаринья Пиану, размещёнными в Бразилии. Регулярно посещал Испанию.
6 января 1975 Барбьери Кардозу учредил в Мадриде Армию освобождения Португалии (ЭЛП). Эта ультраправая антикоммунистическая организация развернула подпольную террористическую борьбу против левых властей послереволюционной Португалии. Существует информация о консультациях Кардозу с Розой Казаку, но сам Роза Казаку отрицал свою принадлежность к ЭЛП, а Кардозу никогда её не подтверждал.
В 1981 году в Лиссабоне был оглашён приговор судебного процесса над группой функционеров ПИДЕ, обвиняемых в убийстве генерала Делгаду. Одним из судимых заочно являлся Антониу Роза Казаку. Убийство не было признано политическим, поскольку квалифицировалось как «выполнение приказа в рамках полицейской службы». Однако в отношении ряда подсудимых — в том числе Барбьери Кардозу, Казимиру Монтейру и Антониу Розе Казаку (Фернанду Эдуарду да Силва Паиш умер в тюрьме) — были вынесены обвинительные приговоры. Роза Казаку получил 8 лет тюремного заключения. В 1998 году Роза Казаку был арестован в Испании, но в Португалию не экстрадирован.

## Возвращение в Португалию
В 2001 году приговор в отношении Антониу Роза Казаку был признан утратившим силу за давностью лет. В 2002 Роза Казаку вернулся в Португалию. Проживал в Кашкайше.
Не избегал публичности, давал интервью, написал две книги: Servi a Pátria e Acreditei no Regime — Служил Родине, верил режиму (2003) и Memórias do Meu Tempo — Воспоминания о моём времени (2005). В своих текстах Антониу Роза Казаку оправдывал деятельность ПИДЕ, характеризовал репрессии как маломасштабные и обоснованные, отрицал диктаторский характер салазаровского режима, подчёркивал его патриотичность.
Скончался Антониу Роза Казаку в возрасте 91 года. Относительно даты его смерти существуют разночтения, поскольку информация поступила со значительным опозданием. Обычно называется 5 июля 2006 года.

## Личностные особенности
Антониу Роза Казаку увлекался чтением (первой прочитанной серьёзной книгой называл Три мушкетёра).
Другим его увлечением являлась профессиональная фотография. В 1950 он организовал фотоклуб, в 1954 издал альбом фотографий Салазара. Выставлял свои работы, получал призы на фотоконкурсах. Считался «фотографом ПИДЕ».
В одном из интервью после возвращения в Португалию Антониу Роза Казаку сказал, что, начав жизнь сначала, снова служил бы в ПИДЕ, но постарался бы не убивать.
Антониу Роза Казаку был женат, имел трёх сыновей. Являлся практикующим католиком.